# Sergei Filatov
Sergei Filatov (Lysyye Gory, 25 de setembro de 1926 - Moscou, 3 de abril de 1997) foi um adestrador soviético, campeão olímpico. 

## Carreira
Sergei Filatov representou seu país nos Jogos Olímpicos de 1960 e 1964, na qual conquistou a medalha de ouro no adestramento individual, em 1960, e dois bronzes por equipes e individual em 1964. 